# Herbert A. Hauptman
Herbert Aaron Hauptman (n. 14 februarie 1917, New York City, New York, SUA – d. 23 octombrie 2011, Buffalo, New York, SUA) a fost un matematician american și laureat al Premiului Nobel pentru chimie (1985).